# Sapuyes (ort)
Sapuyes är en ort i Colombia.   Den ligger i departementet Nariño, i den sydvästra delen av landet, 600 km sydväst om huvudstaden Bogotá. Sapuyes ligger 2 995 meter över havet och antalet invånare är 2 628.
Terrängen runt Sapuyes är kuperad. Runt Sapuyes är det ganska tätbefolkat, med 166 invånare per kvadratkilometer. Närmaste större samhälle är Túquerres, 5,7 km norr om Sapuyes. I omgivningarna runt Sapuyes växer i huvudsak städsegrön lövskog.